# 向栢窗
向栢窗（1629年4月23日—1700年2月9日），童名真松金，號栢窗，是琉球國第二尚氏王朝君主尚質王之妃，封美里按司加那志。她是羽地御殿五世尚維藩（羽地王子朝泰）之三女，長兄向象賢（羽地按司朝秀）為三司官。她和尚質王育有三子一女，長子尚貞（中城王子朝周）繼位為王，是為尚貞王。